# دراغان يانكوفيتش
دراغان يانكوفيتش هو لاعب كرة قدم صربي، ولد في 20 يناير 1992 في لوزنيتسا في صربيا. لعب مع النجم الأحمر بلغراد وسبارتاك سوبتيتسا وغرافيتشار بيوغراد.

## وصلات خارجية
- دراغان يانكوفيتش على موقع قاعدة بيانات كرة القدم.إي يو (الإنجليزية)
- دراغان يانكوفيتش على موقع Soccerway.com (الإنجليزية)